# Clypéus
Pour le bouclier rond des guerriers antiques, voir clipeus. Cet article traite d'entomologie

Diagramme d'un insecte, montrant le clypéus.

Le clypéus est l'un des sclérites qui composent le « visage » d'un arthropode.
Chez les insectes, le clypéus délimite la marge inférieure de la face, avec dessous le labre articulé le long de la partie ventrale du clypéus et dessus l'épistome.
Les mandibules supportent le labre, mais ne touchent pas le clypéus. La partie dorsale du clypéus est sous le départ des antennes. Le clypéus est souvent bien défini par des sulci (« sillons ») le long de ses parties latérale et dorsale, et est le plus souvent de forme globalement rectangulaire ou trapézoïdale.
Chez les araignées, le clypéus appelé aussi bandeau, est généralement défini comme la zone comprise entre le bord antérieur de la carapace et les yeux antérieurs.

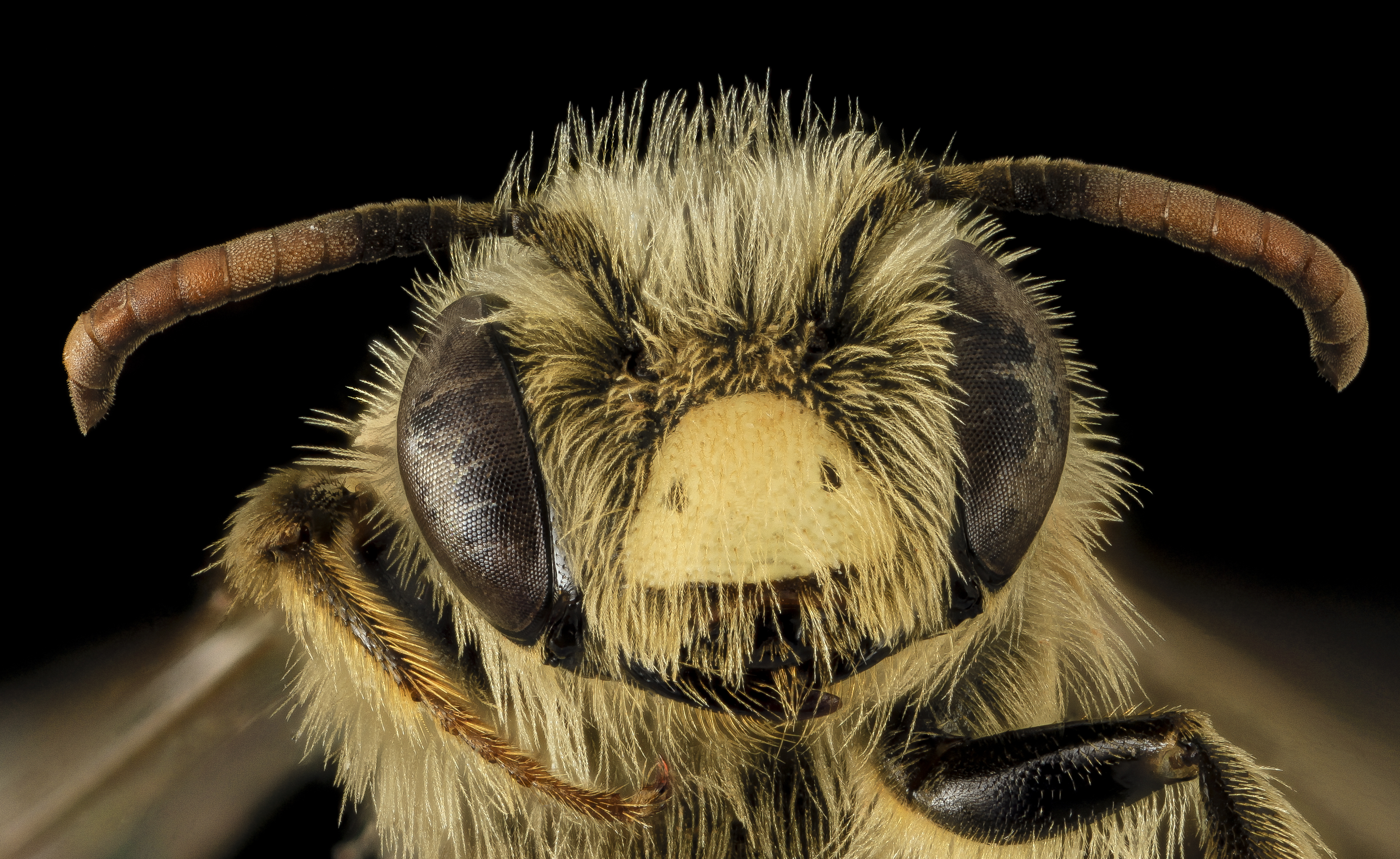
Clypéus jaune d'une abeille solitaire, Andrène
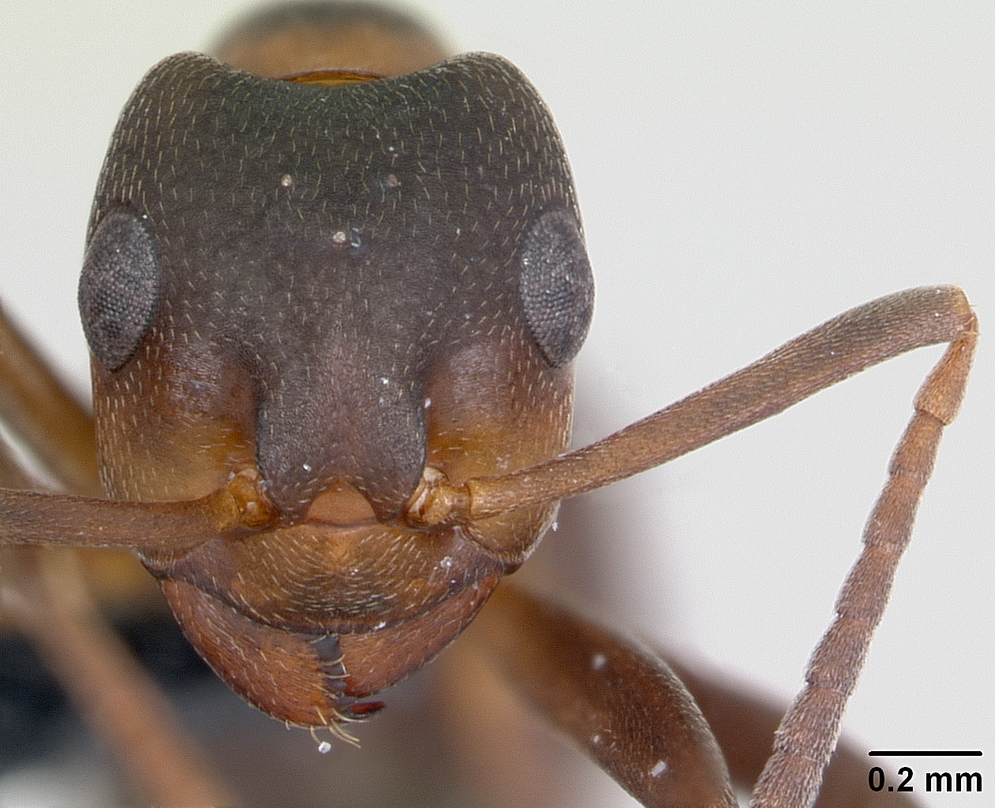
Clypéus en V du sous-genre Formica (coptoformica)
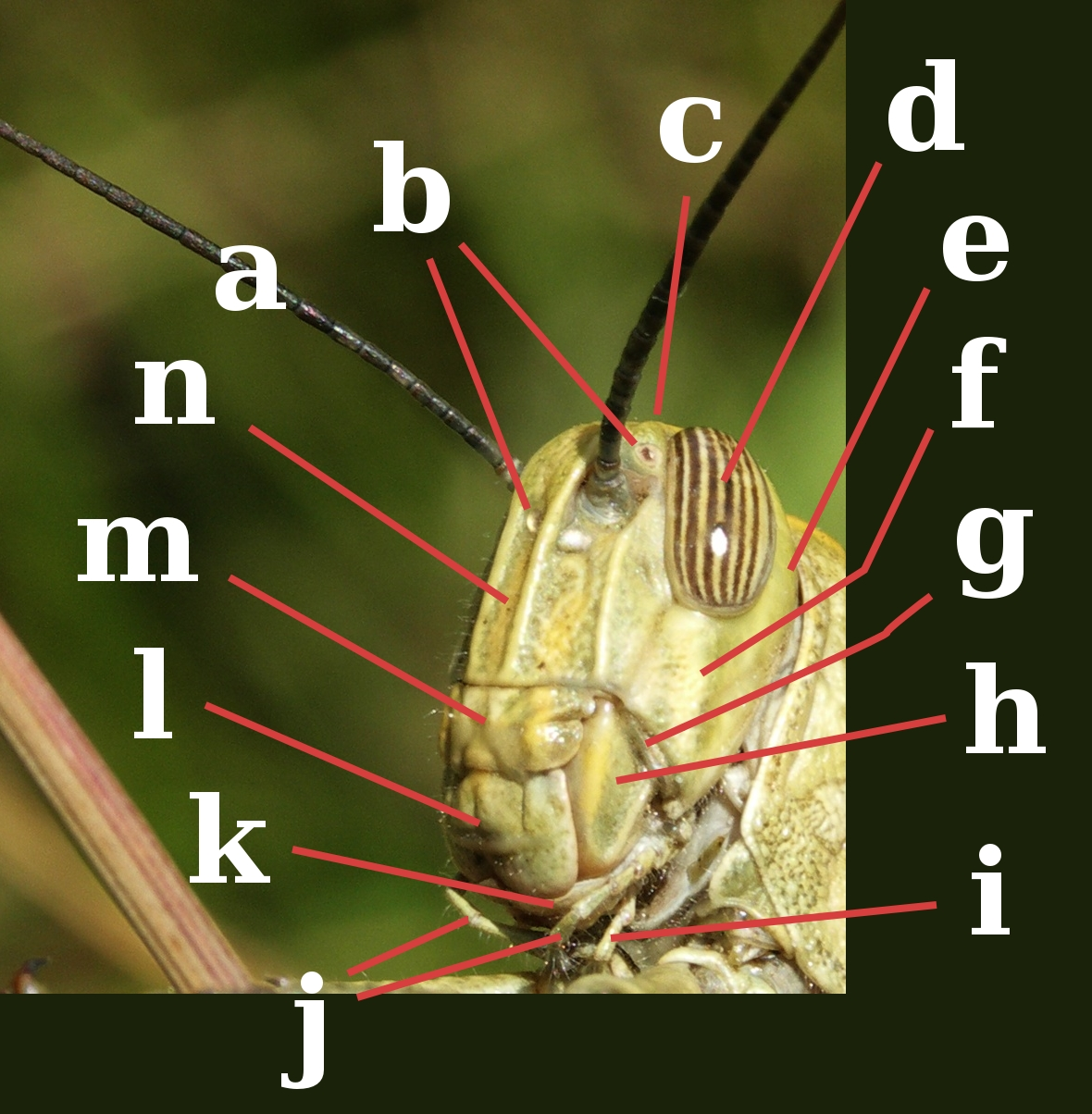
Tête d'un criquet Acrididae, le clypeus est indiqué par la lettre « m »
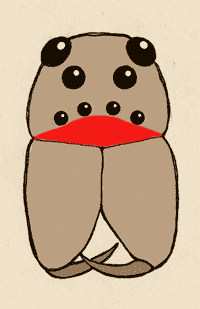
Schéma d'un Céphalothorax d'araignée montrant le clypeus en rouge
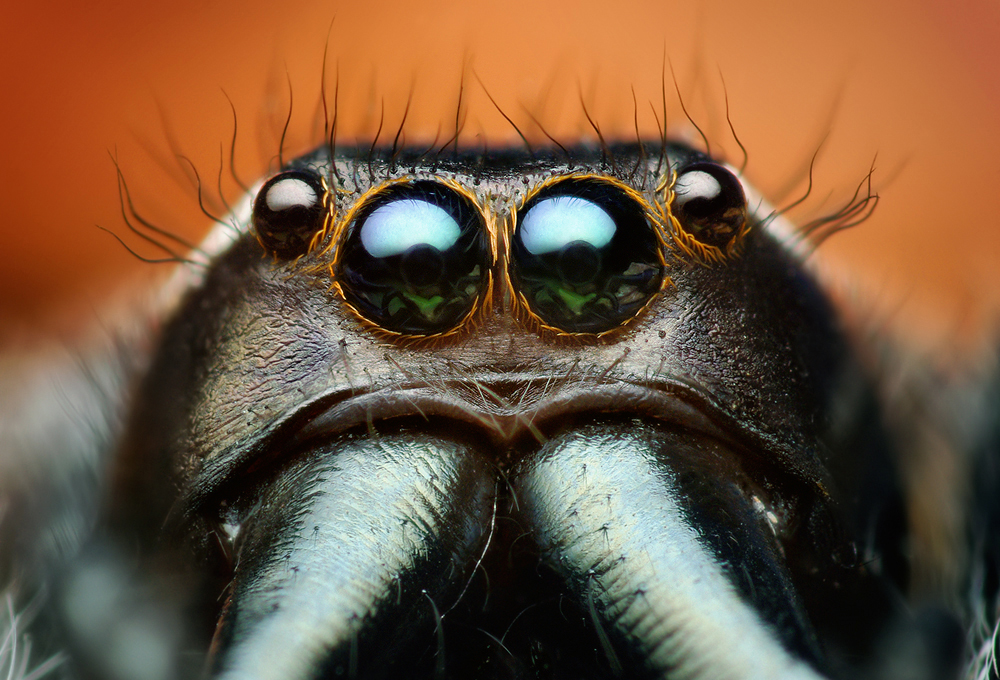
Céphalothorax d'araignée vue de face (Paraphidippus, Araignée sauteuse)